# أنجيلو مارتينو كولومبو
أنجيلو مارتينو كولومبو (بالإيطالية: Angelo Martino Colombo) (16 مايو 1935 بجاتينارا في إيطاليا - 13 مارس 2014 بفيرتشيلي في إيطاليا) هو لاعب كرة قدم إيطالي في مركز حراسة المرمى. لعب مع نادي برو فيرتشيلي ونادي كالياري ونادي مسينا وهيلاس فيرونا ويوفنتوس وأوميغنة كالسيو 1906 ‏.

## وصلات خارجية
- أنجيلو مارتينو كولومبو على موقع قاعدة بيانات كرة القدم.إي يو (الإنجليزية)